# Димитрич
Димитрич (грч. Δημητρίτσι, Димитрици) је насељено место у општини Висалтија у периферији Средишња Македонија, Грчка. Према попису из 2021. године било је 633 становника.
Према бугарском географу и историчару, Василу Канчову, у Димитричу је 1900. године живело 350 Грка, 200 Словена хришћана и 150 Турака. Године 1923. турско становништво је принудно исељено у Турску а на њихово место је насељена 261 грчка избеглица. На попису из 1928. Димитрич је имао 1.070 становника.